# El Colorado, Maravatío
El Colorado är en ort i Mexiko.   Den ligger i kommunen Maravatío och delstaten Michoacán de Ocampo, i den sydöstra delen av landet, 130 km väster om huvudstaden Mexico City. El Colorado ligger 2 204 meter över havet och antalet invånare är 383.
Terrängen runt El Colorado är kuperad söderut, men norrut är den platt. Runt El Colorado är det ganska tätbefolkat, med 96 invånare per kvadratkilometer. Närmaste större samhälle är El Oro de Hidalgo, 15,6 km sydost om El Colorado. Trakten runt El Colorado består till största delen av jordbruksmark.